# 위험심령
《위험심령》(중국어 간체자: 危险心灵, 정체자: 危險心靈, 병음: Wéi xiǎn xīn líng 웨이셴싱링[*], Dangerous Mind 데인저러스 마인드[*])은 타이완의 텔레비전 드라마.

## 등장 인물
- 황허(중국어판)(黃河) : 셰정제(謝政傑) 역
- 온승호(溫昇豪) : 잔자오웨이(詹朝威) 역
- 장수하오(중국어판)(張書豪) : 선웨이(沈韋) 역
- 지페이후이(중국어판)(紀培慧) : 장신루(張心如) 역
- 덩성야오(중국어판)(鄧聖耀) : 자오루하오(趙汝浩) 역
- 후환웨이(중국어판)(胡桓瑋) : 가오웨이치(高偉琦) 역